# Jamie xx
Jamie xx, справжнє ім'я Джеймі Сміт (англ. Jamie Smith, нар. 28 жовтня 1988) — британський музикант, діджей, продюсер, учасник гурту The xx. 

## Біографія
Джеймі Сміт народився в Лондоні. Він спочатку виконував живу музику як барабанщик, але потім захопився використанням музичного контролеру Akai MPC. 2006 року він разом з друзями заснував музичний гурт The xx, який став відомим на всю країну після виходу дебютного альбому xx, який 2010 року здобув премію Mercury Prize. Разом з гуртом він випустив ще два студійні альбоми: Coexist (2012) та I See You (2017).
Сольна кар'єра Jamie xx розпочалася 2011 року з виходу синглу «Far Nearer/Beat For». 2014 року він видав два сингли — «Girl/Sleep Sound» та «All Under One Roof Raving», а 2015 року — ще два «Loud Places» та «Gosh». Влітку 2015 року вийшов дебютний альбом Jamie xx In Colour.
Окрім випуску альбомів у складі The xx та сольних робіт, Jamie xx співпрацював з багатьма відомими виконавцями, серед яких гурт Florence and the Machine, соул- та джаз-музикант Гіл Скотт-Герон, Дрейк, Ріанна, Radiohead, Аліша Кіз та багато інших.

## Дискографія
Студійні альбоми
- We're New Here (2011), разом з Ґілом Скоттом-Героном
- In Colour (2015)
- In Waves  (2024)